# Zamenis scalaris
Couleuvre à échelons
Espèce
Synonymes
- Coluber scalaris Schinz, 1822
- Elaphe scalaris (Schinz, 1822)
- Rhinechis scalaris (Schinz, 1822)
- Xenodon michahelles Schlegel, 1837

Statut de conservation UICN

 LC  : Préoccupation mineure
Rhinechis scalaris (qui remplace actuellement le genre Zamenis) aussi appellée Couleuvre à échelons, est maintenant l'unique représentant du genre Rhinechis et fait partie de la famille des Colubridae. 

## Répartition

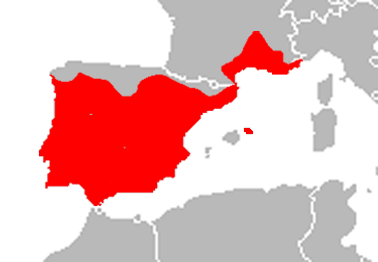
Répartition

Cette espèce se rencontre en Espagne, au Portugal, à Gibraltar, dans le Sud de la  France et en Italie en Ligurie.

## Habitat
Ce sont des serpents diurnes des zones ensoleillées, rocailleuses ou broussailleuses, capables de grimper dans les buissons. Ils se nourrissent de petits mammifères et d'oiseaux.

## Description

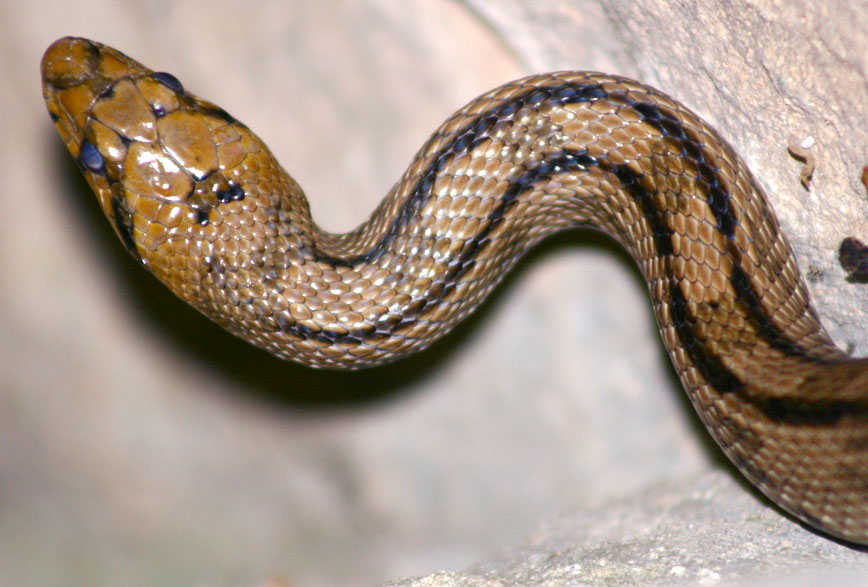
Détail de l'avant d'une Couleuvre à échelons

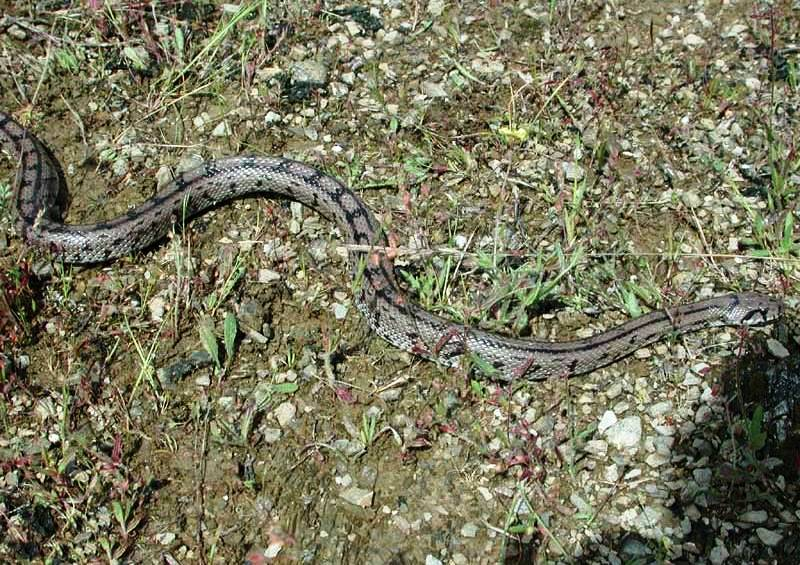
Adulte

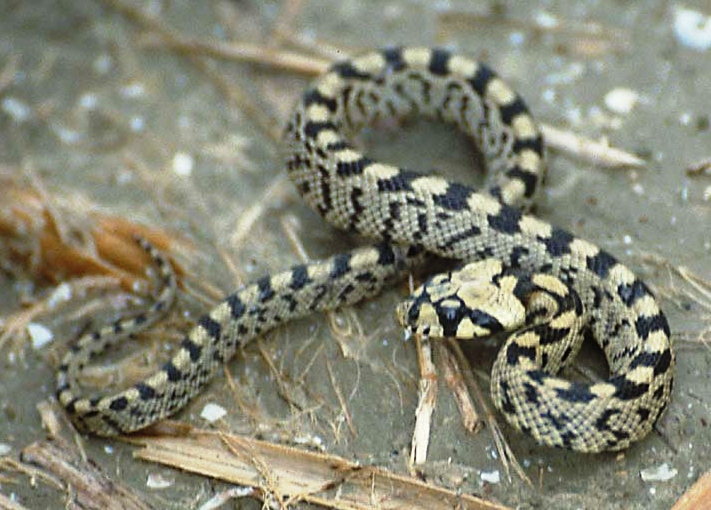
Juvénile

Les adultes mesurent en général 120 cm (160 cm au maximum). Ce sont de grands serpents sveltes au museau pointu dépassant la mâchoire inférieure et à la queue courte. La pupille est ronde et l'arrière de l'écaille rostrale (bout du museau) est très pointu.
Les adultes sont assez uniformes, bruns à jaune-grisâtre avec deux lignes foncées le long du dos. Les juvéniles sont très marqués, plus jaunes, avec des taches noires en forme de H sur le dos donnant l'aspect d'une échelle, caractéristique qui est à l'origine du nom donné à l'espèce.

## Étymologie
Le nom de cette espèce, scalaris, vient du latin scala, « échelle », car les juvéniles ont des motifs en forme d'échelle sur le dos (d'où son nom de couleuvre à échelons).

## Publication originale
- Schinz, 1822 : Das Thierreich eingetheilt nach dem Bau der Thiere als Grundlage ihrer Naturgeschichte und der vergleichenden Anatomie von dem Herrn Ritter von Cuvier, J. G. Cotta, Stuttgart, vol. 2.